# Карбонерас
Карбонерас (на испански: Carboneras) е населено място и община в Испания. Намира се в провинция Алмерия, в състава на автономната област Андалусия. Общината влиза в състава на района (комарка) Леванте Алмериенсе. Заема площ от 95 km². Населението му е 8123 души (по данни от 2010 г.). Разстоянието до административния център на провинцията е 68 km.

## Демография
| 1996 | 1998 | 1999 | 2000 | 2001 | 2002 | 2003 | 2004 | 2005 | 2006 | 2008 | 2010 |
| ---- | ---- | ---- | ---- | ---- | ---- | ---- | ---- | ---- | ---- | ---- | ---- |
| 6215 | 6312 | 6360 | 6530 | 6660 | 6777 | 6996 | 7100 | 7267 | 7508 | 7787 | 8123 |